# Budova UNESCO v Paříži
Budova UNESCO v Paříži je hlavním sídlem UNESCO. Nachází se v Paříži v 7. obvodu. Byla postavena v letech 1955–1958 a slavnostně otevřena 3. listopadu 1958. Na projektu se podíleli architekti Američan Marcel Breuer, Francouz Bernard Zehrfuss a Ital Pier Luigi Nervi. Mezinárodní soutěž na byla vypsaná v roce 1952 a v porotě zasedali Walter Gropius (USA), Lucio Costa (Brazílie), Le Corbusier (Francie), Sven Markelius (Švédsko) a Ernesto Rogers (Itálie).

## Architektura
Sídlo UNESCO se skládá ze sedmipatrové hlavní budovy se třemi křídly s půdorysem ve tvaru Y. Uprostřed budovy se tak sbíhají všechny chodby, na jejichž koncích jsou v jednotlivých křídlech boční schodiště. Zajímavostí této stavby je postupné zeštíhlování profilu nosných sloupů směrem k nejvyššímu podlaží. Rovněž je celá stavba na betonových pilotech, takže je možné ji podcházet. Stěny budovy jsou natočené směrem na sever k náměstí place de Fontenoy, na jihozápad do ulice rue de Suffren a východně k ulici rue de Ségur. K budově jsou spojovacími chodbami napojeny ještě tři další budovy. Jižně se nachází konferenční sál, jehož autorem je P. L. Nervi. Budova se také nazývá „Akordeon“, neboť její lomené zdi připomínají měch tahací harmoniky. Východně leží krychlová čtyřpatrová budova určená stálým zahraničním misím. Poslední dvoupatrová budova stojí západně, byla postavena v roce 1965 a jejím autorem je Bernard Zehrfuss. Areál je doplněn japonskou zahradou, jímž autorem je Isamu Noguči.